# Липатенко Федір Петрович

Федір Петрович Липатенко (в деяких джерелах Липатенков; 2 вересня 1910 — 21 січня 1945) — радянський військовик, Герой Радянського Союзу (1945, посмертно).

## Життєпис
Народився 2 вересня 1910 року в селі Савєнки (нині у Смоленського району Смоленської області РФ) у селянській родині. Закінчив 7 класів. Працював пастухом.
З 1928 року в Червоній армії.
В 1929 році закінчив Московські піхотні курси, в 1941 році — військову академію імені Фрунзе.
Брав участь у Німецько-радянській війні з червня 1941 року.
Командир 19-ї гвардійської механізованої бригади (8-го гвардійського механізованого корпусу 1-ї гвардійської танкової армії, 1-го Білоруського фронту) гвардії полковник Ф. П. Липатенко відзначився під час Вісло-Одерської операції. 15 січня 1945 року, прорвавши оборонну смугу ворога, на маґнушевському плацдармі, його бригада 16 січня з ходу форсувала річку Пилиця, забезпечила переправу через річку військ армії, звільнила місто Нове-Място-над-Пилицею (Польща). 17 січня бригада здійснила стрімкий марш на 70 км і на кінець дня заволоділа містом Згеж, відрізавши одному з великих угруповань всі шляхи відступу з міста Лодзь.
Механізова бригада під командуванням полковника Липатенка пройшла з боями 400 км, звільнила більше 600 населених пунктів, знищила багато техніки та до двох з половиною тисяч гітлерівців.
Загинув у бою 21 січня 1945 року, під час взяття міста Згеж.

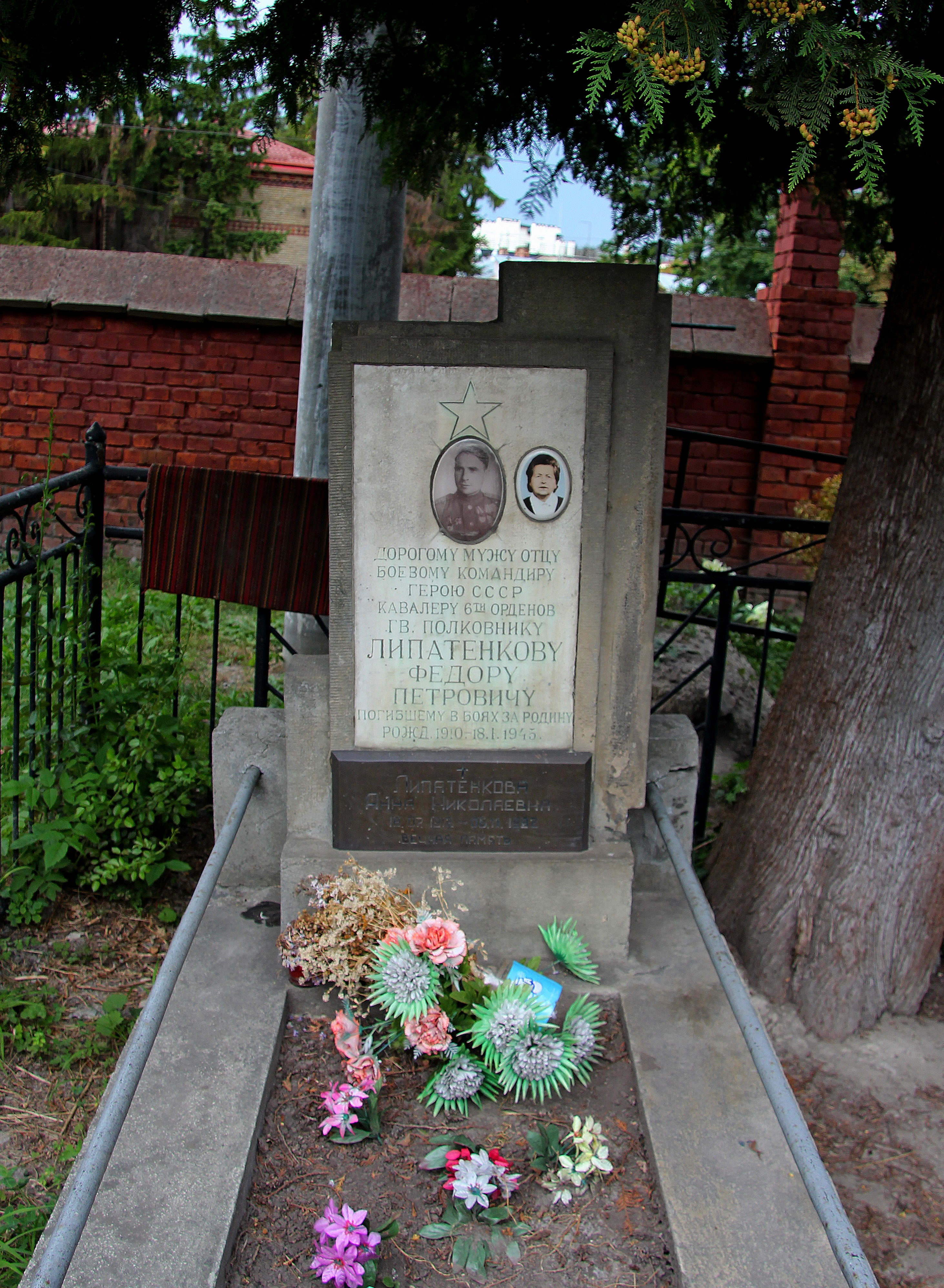

Похований у Львові на 78 полі Личаківського цвинтаря.

## Нагороди
6 квітня 1945 року Федору Петровичу Липатенку посмертно присвоєно звання Героя Радянського Союзу.
Також нагороджений:
- орденом Леніна
- 2-ма орденами Червоного Прапора
- орденом Вітчизняної війни 1-го ступеня
- орденом Червоної Зірки
- орденом Британської імперії 4-го ступення
- медаллю.